# بيرثا يريك ويتمان
بيرثا يريك وايتمان (بالإنجليزية: Bertha Yerex Whitman)‏ (من مواليد 1892- تُوفيت عام 1984) وهي مهندسة معمارية أمريكية  وأول امرأة تتخرج في الهندسة المعمارية من جامعة ميشيغان. عملت بيرثا يريك كمهندسة معمارية لفترة طويلة في ولاية إلينوي.

## حياتها وتعليمها
ولدت بيرثا لويز يركس في نيوايغو، ميشيغان ، في عام 1892 ، لديها ثلاثة اخوة من الفتيات وهم تشارلز نابير ييركس وإيما ريتا (جايلز) ييركس. كان والدها مدير محطة القطارات في المدينة. حصلت بيرثا على شهادة التدريس من جامعة ميتشيغان الشرقية في عام 1911 وذهبت للتدريس في المدرسة الابتدائية المحلية لمدة عامين. كما عملت بيرثا في المراسلات في الصياغة الميكانيكية وهذا دفعها إلى اتخاذ قرار بشأن تفكيرها حول مهنة الهندسة المعمارية.
دخلت كلية الهندسة المعمارية والتصميم في جامعة ميشيغان في عام 1914. وقالت بيرثا أن العميد قد أخبرها في البداية أنها لن تكون موضع ترحيب في البرنامج ، لكنها سجلت على أي حال. أثناء وجودها في الجامعة ، كانت أحد مؤسسي جمعية T-Square ، وهو نادي طلابي للمهندسات والمهندسين المعماريين. عندما دخلت أمريكا الحرب العالمية الأولى كان معظم أصدقائها من الذكور في صفوف الجيش ، حصلت على إجازة من الكلية لدعم المجهود الحربي ، حتى تتمكن من التخرج مع زملائها. خلال فترة انقطاعها التي امتدت عامين ، كانت تعمل في مدينة ديترويت بولاية ميشيجان. عد الحرب ، عادت إلى دراستها وأصبحت في عام 1920 أول خريجة معمارية في الكلية.
في عام 1919 ، تزوجت من لويد إي ويتمان ، وكان لهما طفلين ، سوزان و تشارلز.

## عملها
انتقلت ويتمان إلى شيكاغو في عام 1921. في البداية ، واجهت صعوبة في العثور على عمل في مكاتب الهندسة المعمارية في شيكاغو وفي النهاية انضمت إلى شركة بيركنز مع زملاءها حيث كانت مهاراتها في مجال الصياغة عالية القيمة. حصلت على رخصة معمارية في إلينوي في عام 1926 وبدأت في الحصول على لجان مستقلة للمساكن. استقرت في إيفانستون ، إلينوي ، وخلال عقدها الذي امتد لست سنوات ، صممت أكثر من 50 مسكنًا بالإضافة إلى المباني السكنية والمدارس والكنائس. عملت في الغالب حول إيفانستون ، جلينكو ، وشيكاغو ، لكنها صممت أيضًا مبانٍ في ولايات فلوريدا وجورجيا وتينيسي وميشيغان وويسكونسن.
كانت سنوات الكساد الكبير صعبة على ويتمان بعد فشل عمل زوجها فتركها في عام 1934. ولتحسين دعم أطفالها ، حصلت على وظيفة في ولاية إلينوي كعاملة اجتماعية ، ولكن في غضون بضع سنوات انتقلت إلى مكاتب إعادة تشكيل للمباني الحكومية. أبقت ويتمان في نفس الوقت على ممارسة الهندسة المعمارية المنفصلة. فازت إحدى تصميماتها بجائزة محلية بالإضافة إلى عرضها الذي قدمته في عرض العمارة النسائي في المعرض العالمي لعام 1933.
في عام 1928 ، أصبحت ويتمان أحد مؤسسي النادي النسائي في شيكاغو ، جنباً إلى جنب مع جولييت بيدل. كان النادي نشطًا في الأربعينيات ، عندما اندمج مع الجمعية الأمريكية للمعماريين.
أحبت ويتمان السفر لدراسة الأنماط المعمارية العالمية ، وعلى مدار حياتها التي زارتها دول في أوروبا وإفريقيا وآسيا. في عام 1960 ، كتبت كتابًا عن رحلاتها عام (1971).
عادت ويتمان إلى ميتشيغن وعاشت في آن أربور. توفيت في مدينة كاس سيتي بولاية ميشيجان في عام 1984.